# Bidens serrulata
Bidens serrulata là một loài thực vật có hoa trong họ Cúc. Loài này được (Poir.) Desf. mô tả khoa học đầu tiên năm 1829.